# Kramatorsk
Kramatorsk (tiếng Ukraina: Краматорськ) là một thành phố thuộc tỉnh Donetsk, Ukraina. Đây là cũng là trung tâm hành chính của huyện Kramatorsk cùng tên. Thành phố này có diện tích 117,1 km2 và dân số 150.084 người (2021), nằm ở hữu ngạn sông Kazennyi Torets - một phụ lưu của sông Siversky Donets. Đây là một trung tâm công nghiệp và cơ khí mỏ quan trọng của Ukraina.
Do ảnh hưởng của cuộc chiến ở Donbas, hiện Kramatorsk là tỉnh lỵ tạm thời của tỉnh Donetsk, bởi vì tỉnh lỵ trên danh nghĩa là thành phố Donetsk đang nằm trong vòng kiểm soát của Cộng hòa Nhân dân Donetsk tự xưng do lực lượng ly khai chống chính phủ Kyiv.
Trong Cuộc Xâm lược Ukraina của Nga vào năm 2022, thành phố trở thành 1 trong thành trì quan trong trong chiến sự ở Donbas và là mục tiêu hàng đầu của Nga trong việc đánh chiếm các thành phố như  Sloviansk , Sieverodonestk , Lysychansk…